# Kelvin Maynard
Kelvin Maynard (29. května 1987, Paramaribo – 18. září 2019) byl surinamsko-nizozemský fotbalový obránce, který od léta 2014 do ledna 2017 působil v anglickém klubu Burton Albion.

## Klubová kariéra
Profesionální fotbalovou kariéru zahájil v dresu FC Volendam v Eerste Divisie v sezóně 2006/07. Ve své druhé sezóně 2007/08 zažil s klubem postup do nejvyšší nizozemské ligy Eredivisie a následně i pád zpět do druhé ligy.
V sezóně 2010/11 působil v portugalském týmu SC Olhanense, ale zde si nepřipsal ani jeden ligový start (pouze tři v portugalském ligovém poháru Taça da Liga).
Od července 2011 do konce roku působil v Maďarsku v klubu Kecskeméti TE hrajícím nejvyšší ligu Nemzeti bajnokság I. Nastoupil zde k 8 ligovým zápasům, gól nevstřelil.